# Obsidianschwert

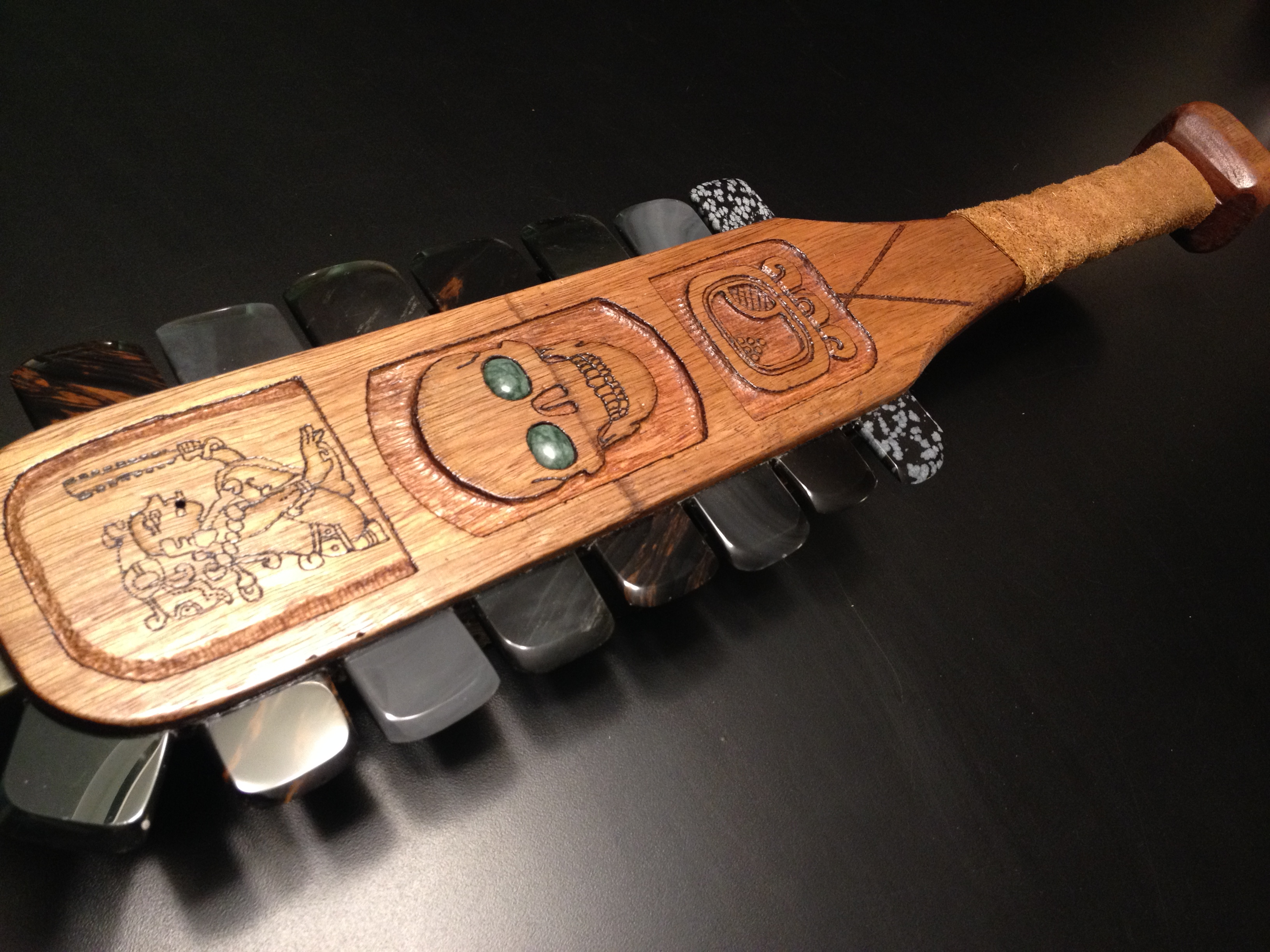
Moderne Nachbildung eines zeremoniellen Macuahuitl

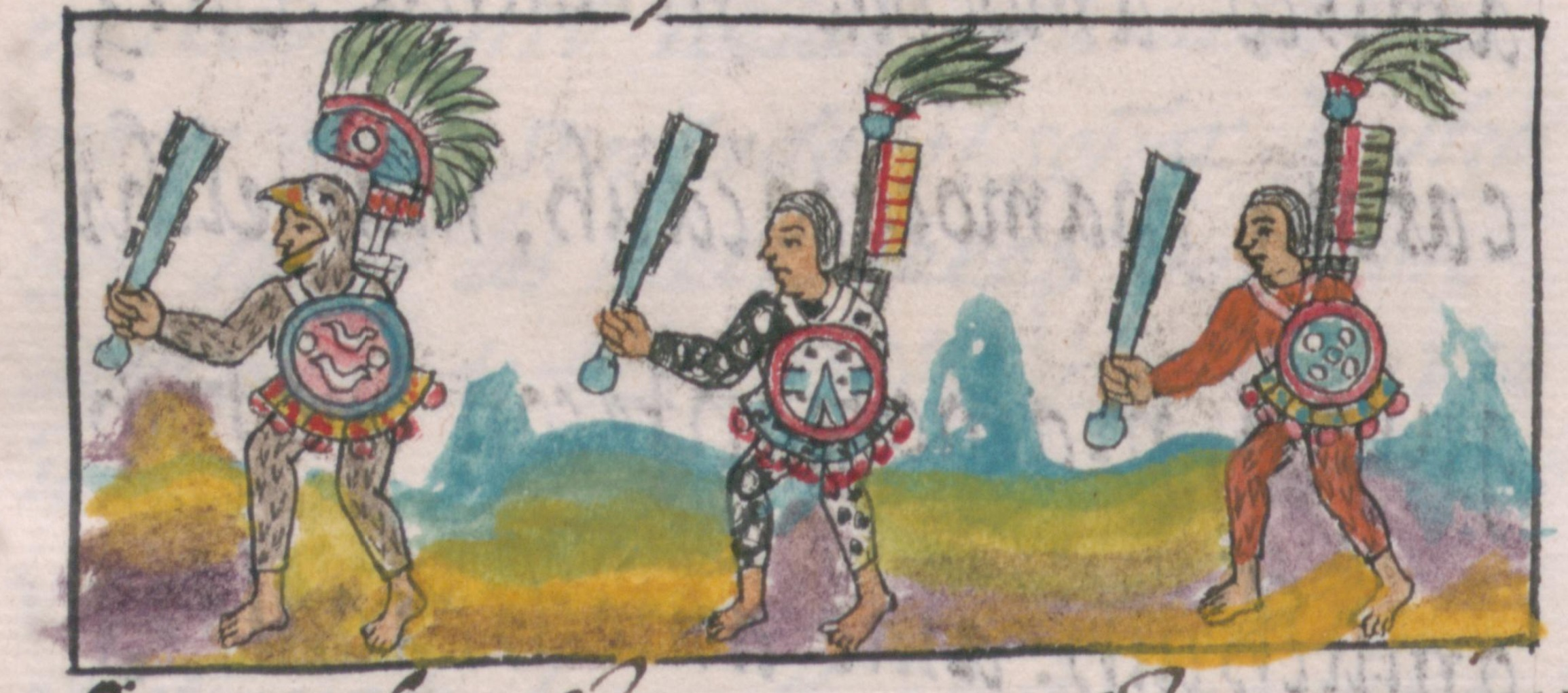
Aztekenkrieger mit Obsidianschwertern, Codex Florentinus

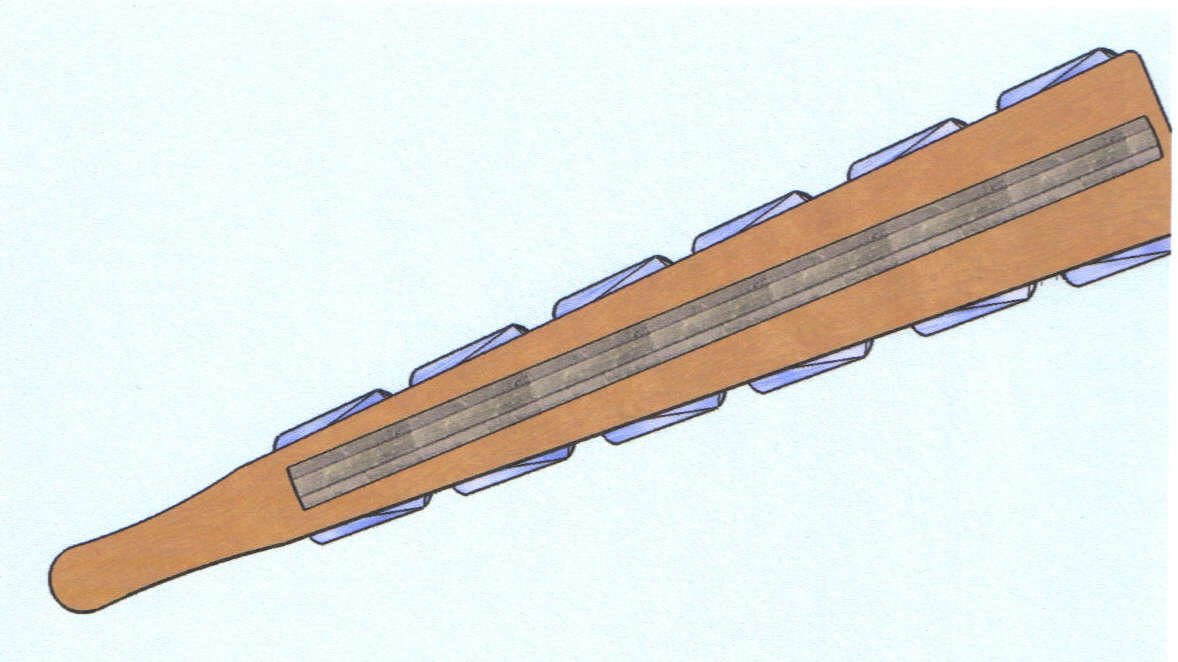
Obsidianschwert

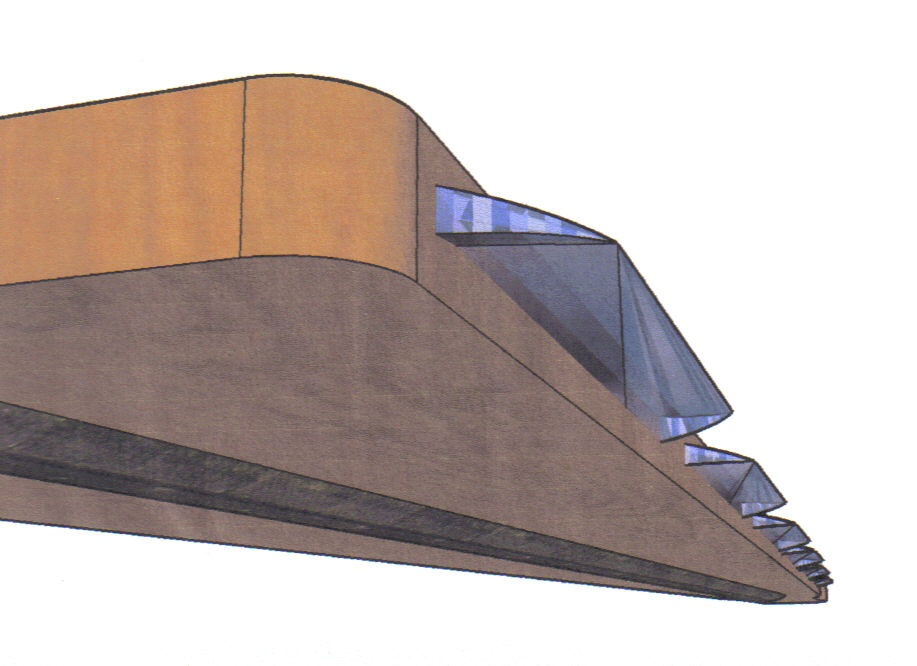
Obsidianschwert

Obsidianschwerter sind keulenähnliche Hiebwaffen, in deren Seiten Klingen oder Splitter aus Obsidian eingearbeitet sind. Sie wurden von den Völkern Mittelamerikas verwendet.
Die aztekische Bezeichnung für das Obsidianschwert lautet Macuahuitl (Nahuatl). Andere orthografische Varianten sind Maquahuitl, Macquahuitl, Maquahiutl oder Maccuahuitl. Die Bedeutung ist ungefähr: „Handholz“.
Kenntnisse des Obsidianschwertes beruhen ausschließlich auf Berichten und Illustrationen aus der Zeit bis zum 16. Jahrhundert. Archäologische Funde fehlen.

## Herstellung
Obwohl die Waffe als „Schwert“ bezeichnet wird, gleicht sie eher einem Paddle. Die Waffe war 10–12 cm breit und etwa 0,9–1,20 Meter lang. Es gab rechteckige, eiförmige oder spitz zulaufende Formen. Das zweihändige Obsidianschwert wurde von Augenzeugen als „ebenso hoch wie ein Mann“ beschrieben.
Bei der Herstellung wurden an beiden Seiten Obsidianklingen mit Harz eingeklebt. Zwischen den Obsidianklingen wurden an einer Seite oft Lücken gelassen. Auf diese Weise konnten dem Gegner größere Wunden beigebracht werden als mit einer Säge. An der anderen Seite setzte man die Obsidianklingen manchmal dicht nebeneinander, so dass sie eine einheitliche Schneide bildeten.

## Gebrauch

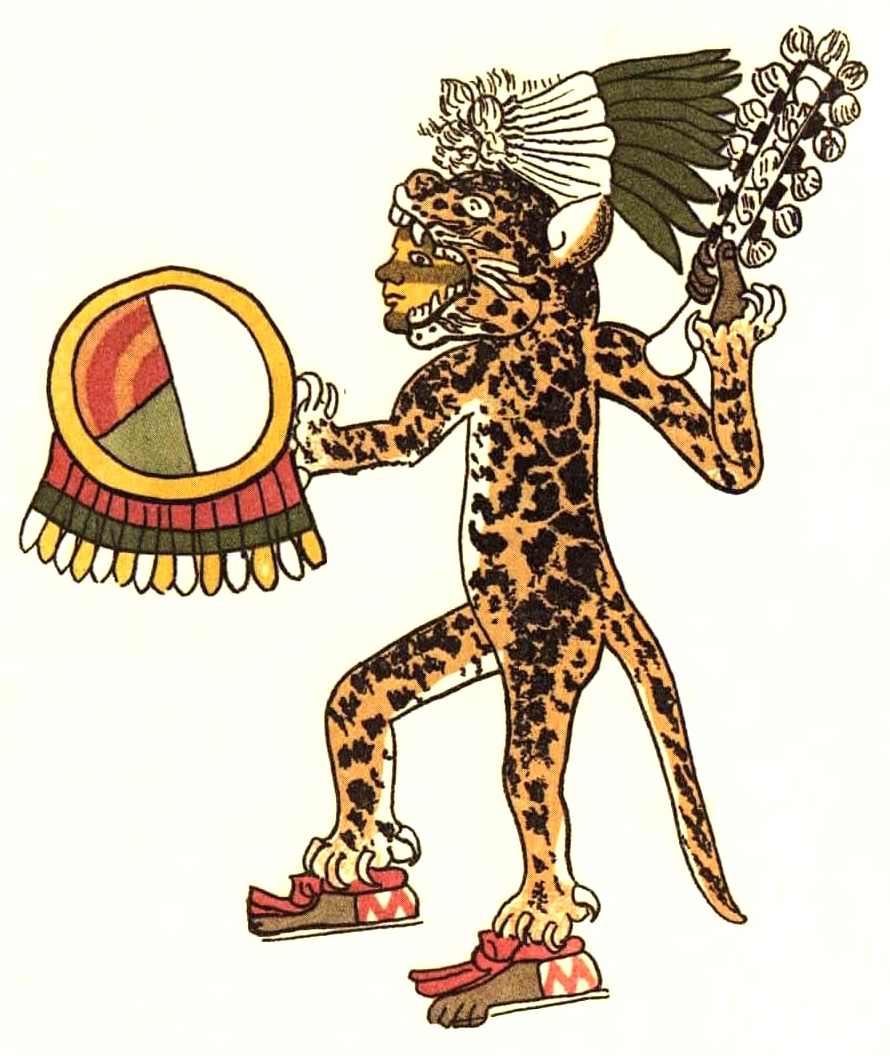
Aztekischer Jaguarkrieger mit Obsidianschwert und Schild

Obsidianschwerter wurden ausschließlich als Hiebwaffe eingesetzt. Das Obsidianschwert wurde einhändig oder zweihändig benutzt. Anders als mit Schwertern aus Metall war es nicht sinnvoll, „die Klingen zu kreuzen“. Hierbei wären die Obsidianklingen zerbrochen.
Vor allem im Rahmen der Blumenkriege diente die Waffe dazu, den Gegner zu verletzen, um ihn gefangen zu nehmen und später Menschenopfer darzubringen. Laut Bernal Díaz del Castillo, einem der Konquistadoren von Hernán Cortés, war es auch möglich, mit dieser Waffe ein Pferd zu töten:

„Als nämlich Pedro de Moron mit anderen Reitern in die feindlichen Linien einbrach, entrissen sie ihm die Lanze und verwundeten ihn schwer mit ihren Schwertern. Seine Stute erhielt einen Hieb in den Hals und brach tot zusammen.“

Gegenüber den spanischen Waffen hatte das Obsidianschwert jedoch Nachteile. Man benötigt mehr Zeit, ein schweres „Paddel“ zu heben und zu schwingen, als mit einem gut ausbalancierten Degen zuzustoßen. Ebenso beansprucht das eigentliche Kampfgeschehen mehr Raum, daher standen die aztekischen Krieger in loser Reihe nebeneinander, während die Spanier in einer kompakten Gruppe kämpften.